# Notropis wickliffi
Notropis wickliffi är en fiskart som beskrevs av Trautman, 1931. Notropis wickliffi ingår i släktet Notropis och familjen karpfiskar. Inga underarter finns listade i Catalogue of Life.